# Gymnoscelis anthocleistae
Gymnoscelis anthocleistae is een vlinder uit de familie van de spanners (Geometridae). De wetenschappelijke naam van de soort is voor het eerst geldig gepubliceerd door Prout.